# بانوی خوش‌شانس
بانوی خوش‌شانس (انگلیسی: Lucky Lady) فیلمی در ژانر کمدی-درام و کمدی به کارگردانی استنلی دانن است که در سال ۱۹۷۵ منتشر شد.
این فیلم در ایران با نام بخت بلند به نمایش درآمد.

## بازیگران
- جین هکمن
- لایزا مینلی
- برت رینولدز
- جفری لوئیس
- جان هیلرمن
- رابی بنسون
- مایکل هوردرن
- وال آوری
- امیلیو فرناندز